# Michal Deus
Michal Deus (* 8. prosince 1976, Praha) je český podnikatel, moderátor, pedagog a producent.

## Profesní život
Po maturitě na konzervatoři Duncan centre vystudoval herectví alternativního a loutkového divadla na DAMU v ročníku Ivana Rajmonta.
Magisterské studium dokončil na Katedře divadelní antropologie pod vedením Vladimíra Mikeše a Jany Pilátové.
Hned po škole se začal věnovat divadelní a hudební produkci (spolupracoval mimo jiné s divadlem Alfred ve dvoře, Mamapapa, Milošem Vacíkem a dalšími). Působil také jako manažer a perkusista skupiny Manon 15, kterou založili Štěpán a Ondřej Škochovi.
Od roku 2002 pracoval v reklamních agenturách. Působil ve vedení agentur PUBLICIS Prague, LineArt, Dílna a dalších. Byl také spolumajitelem reklamní agentury AdHackers. V současnosti je spolumajitelem typografického studia MadeByDeus.com a produkční společnosti Premium Bananas Productions.
Od roku 2008 působí jako pedagog na Katedře produkce DAMU.
Věnuje se také různým charitativním projektům  .

## Autorské projekty a tvorba
V roce 2020 začal společně s režisérem Janem Dufkem  natáčet dokumentární seriál o českých šéfkuchařích „Opravdu boží jídlo“, ale projekt zůstal nedokončený.
Je autorem a moderátorem pořadu „Rád jím, nerad vařím“ který vysílá online portál Televize Seznam. Hostem tohoto pořadu byl např. Jiří Mádl, Hana Vagnerová, Tomáš Měcháček, Denisa Pfauserová, Barbora Jánová, Pavel Býček a další.
Společně s Janem Dufkem a Jiřím Mádlem je spoluautorem experimentálního seriálu Hotel Kokořín , který vysílá Televize Seznam. Seriál vznikl během pěti dní a na napsání a natočení každého dílu bylo pouhých 24 hodin. V seriálu účinkuje také jako herec společně s Jiřím Mádlem, Alenou Mihulovou, Denisou Pfauserovou, Ondřejem Malým, Filipem Kaňkovským a Sabinou Rojkovou.

## Gastronomie
Gastronomii se věnuje mnoho let a jako amatérský kuchař se vzdělává a účastní kuchařských sympozií a kurzů a to jak v České republice tak v zahraničí (např. na Le Cordon Bleu v Londýně). Jako stážista vařil v restauraci The Eatery pod vedením šéfkuchaře Pavla Býčka.
Je autorem kuchařky „Sendviče klasické i moderné“, která vyšla na Slovensku v roce 2014.

## Osobní život
Od roku 2013 je ženatý se slovensko-českou designérkou a autorkou Alexandrou Deus  .